# Illa Tortuga (Perú)
Illa Tortuga és una petita illa peruana a la costa de l'Oceà Pacífic, al nord de Lima, amb una superfície de 134 hectàrees (equivalents a 1,34 km²), dos quilòmetres de llarg i una altura màxima de 143 metres sobre el nivell del mar, que es troba entre l'illa Los Chimús i l'illot La Viuda, i que administrativament forma part del Departament d'Ancash. Posseeix diversos tipus d'ocells i un clima tropical.